# Let Me Go (Hailee Steinfeld & Alesso)
Let Me Go is een nummer uit 2017 van de Amerikaanse zangeres Hailee Steinfeld en de Zweedse dj Alesso, in samenwerking met het Amerikaanse countryduo Florida Georgia Line en de Amerikaanse singer-songwriter Watt.
Het nummer werd een bescheiden hitje in een aantal landen. In de VS, Steinfields thuisland, schopte het nummer het tot de 40e positie in de Billboard Hot 100, en in Alesso's thuisland Zweden werd de 35e positie behaald. "Let Me Go" bereikte in zowel Nederland als Vlaanderen de 4e positie in de Tipparade.